# Hausen im Wiesental
Hausen im Wiesental é um município da Alemanha, no distrito de Lörrach, na região administrativa de Freiburg, estado de Baden-Württemberg.